# Russell 2000
Russell 2000 – біржовий індекс, який відображає динаміку зміну вартості акцій 2000 середніх та малих компанії на фондовому ринку США. Індекс відображає приблизно 8% ринкової вартості загальнішого індексу Russell 3000. Середня капіталізація компаній представлених у індексі становить $434 млн. Капіталізація найбільшої компанії представленої у індексі становить $2.6 млрд.
Основним конкурентом індексу Russell 2000 є S&P 600.